# Wallburg Sieben Gräben

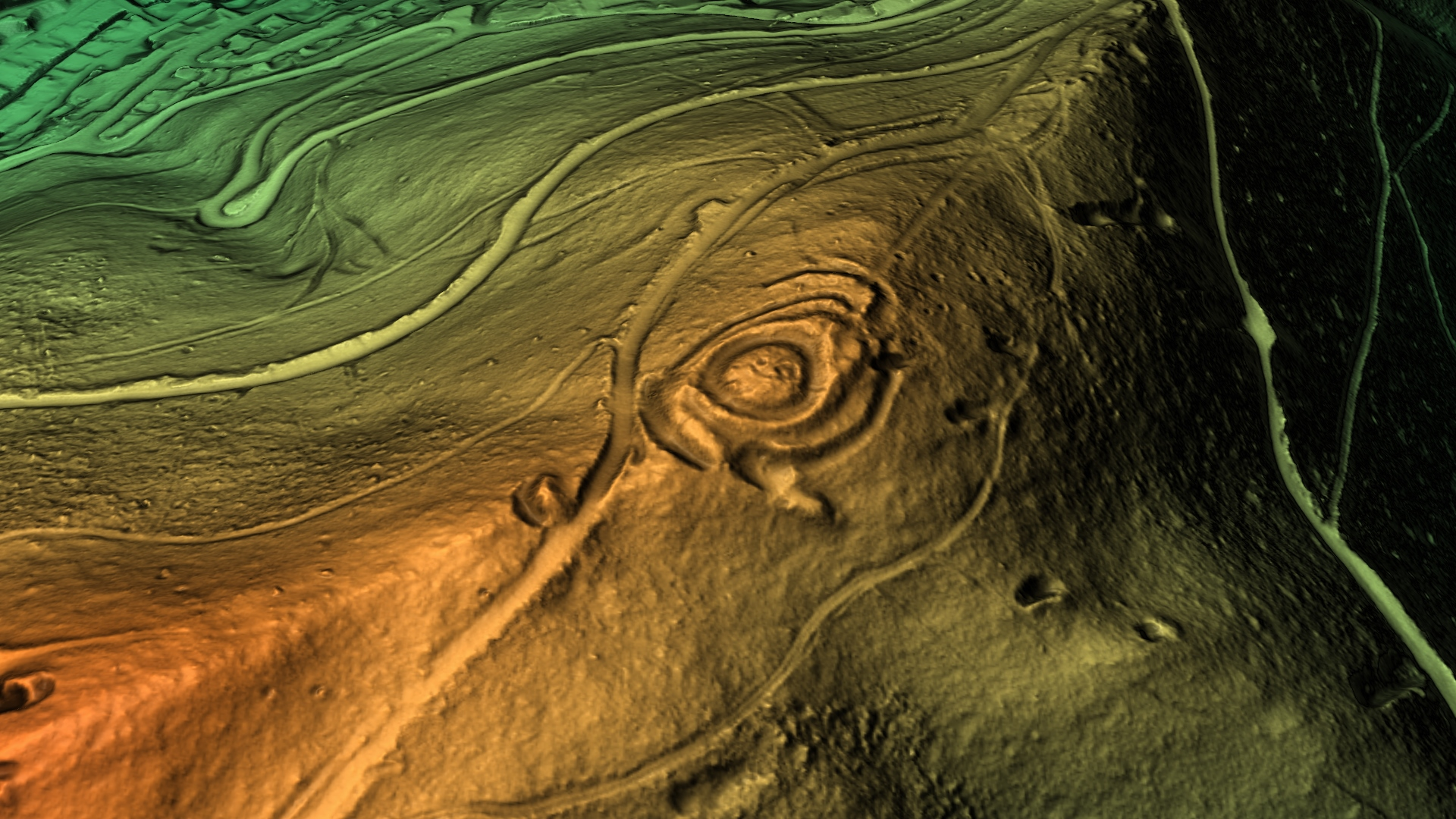
3D-Ansicht des digitalen Geländemodells

Die Wallburg Sieben Gräben, auch nur Sieben Gräben genannt, ist eine abgegangene Wallburg in Hohenlimburg auf der linken Seite der Lenne auf dem Schleipenberg.

## Geschichte
Es gibt keine schriftlichen Quellen, die ausdrücklich diese Anlage erwähnen. Nach den Lesefunden an Keramik hat die Burg vom ausgehenden 12. bis ins 15. Jh. existiert. Somit erscheint ein Ursprung als Vorgängeranlage der nahe gelegenen Hohenlimburg als wahrscheinlich. 1243 wird in einer Schriftquelle neben der 1230 errichteten Hohenlimburg eine ältere Anlage erwähnt. Später scheint die Anlage im Zuge der territorialen Auseinandersetzungen zwischen den Grafen von der Mark, der Grafschaft Limburg und dem Erzbistum Köln wieder genutzt worden zu sein. Sie diente damals wohl als von den Märkern angelegte Gegenburg zur Burg Hohenlimburg.

## Beschreibung
Die Anlage besteht aus einer dreifachen Wall-Graben-Befestigung um einen Innenraum von 21 m Durchmesser. Im Norden besteht eine zusätzliche Absicherung durch einen Halsgraben. Bei den 1908 durchgeführten Ausgrabungen wurden im Innenraum eine Ringmauer und die Reste von einem quadratischen Gebäude, wahrscheinlich eines Turms, gefunden. Die Wälle waren nach den damaligen Ergebnissen nicht durch Mauern verstärkt.
Die Anlage ist seit dem 9. Dezember 1991 als Hagener Bodendenkmal ausgewiesen und liegt im Landschaftsschutzgebiet Stoppelberg (westlich Nahmer).